# Семі Аджаї
Семі Аджаї (англ. Semi Ajayi, нар. 9 листопада 1993, Крейфорд) — англійський і нігерійський футболіст, центральний захисник англійського клубу «Вест-Бромвіч Альбіон» і національної збірної Нігерії.

## Клубна кар'єра
Свій перший професійний контракт уклав 2012 року з клубом «Чарльтон Атлетик», проте на дорослому рівні дебютував на правах оренди за «Дартфорд», команди п'ятого за силою дивізіону Англії.
У вересні 2013 року за 500 тисяч євро перебрався до лондонського «Арсенала». За два роки, проведені у стані «канонірів» до головної команди клубу не пробився і 2015 року перейшов до «Кардіфф Сіті». У цій команді також не заграв, натомість віддавався в оренду до «Вімблдона» та «Кру Александра».
На початку 2017 року був відданий в оренду до «Ротергем Юнайтед», який за півроку уклав із захисником повноцінний контракт.
У липні 2019 року гравець за півтора мільйона фунтів перейшов до «Вест-Бромвіч Альбіона». За результатами першого ж сезону у новій команді допоміг їй здобути підвищення в класі і в сезоні 2020/21 дебютував на рівні Прем'єр-ліги, утім не дуже вдало, адже команда з Вест-Бромвіча посіла передостаннє місце і знову повернулася до Чемпіоншипа.

## Виступи за збірні
На рівні збірних погодився захищати кольори своєї історичної батьківщини, Нігерії, і 2013 року зіграв у трьох офіційних матчах у складі молодіжної збірної Нігерії.
2018 року дебютував в офіційних матчах у складі національної збірної Нігерії.
У складі збірної був учасником Кубка африканських націй 2021, що проходив на початку 2022 року в Камеруні.
| Дата       | Місто                  | Господарі           | Результат | Гості               | Турнір                                   | Голи | Примітки |
| ---------- | ---------------------- | ------------------- | --------- | ------------------- | ---------------------------------------- | ---- | -------- |
| 8-9-2018   | Вікторія               | Сейшельські Острови | 0 – 3     | Нігерія             | Відбір до Кубка африканських націй 2019  | -    | 74'      |
| 11-9-2018  | Монровія               | Ліберія             | 1 – 2     | Нігерія             | товариський матч                         | -    |          |
| 16-10-2018 | Сфакс                  | Лівія               | 2 – 3     | Нігерія             | Відбір до Кубка африканських націй 2019  | -    | 90+3'    |
| 17-11-2018 | Йоганнесбург           | ПАР                 | 1 – 1     | Нігерія             | Відбір до Кубка африканських націй 2019  | -    | 90+3'    |
| 20-11-2018 | Асаба                  | Нігерія             | 0 – 0     | Уганда              | товариський матч                         | -    |          |
| 22-3-2019  | Асаба                  | Нігерія             | 3 – 1     | Сейшельські Острови | Відбір до Кубка африканських націй 2019  | -    | 72'      |
| 26-3-2019  | Асаба                  | Нігерія             | 1 – 0     | Єгипет              | товариський матч                         | -    | 68'      |
| 10-9-2019  | Дніпро                 | Україна             | 2 – 2     | Нігерія             | товариський матч                         | -    | 69'      |
| 13-10-2019 | Сінгапур               | Бразилія            | 1 – 1     | Нігерія             | товариський матч                         | -    |          |
| 13-11-2019 | Уйо                    | Нігерія             | 2 – 1     | Бенін               | Відбір до Кубка африканських націй 2021  | -    |          |
| 17-11-2019 | Масеру                 | Лесото              | 2 – 4     | Нігерія             | Відбір до Кубка африканських націй 2021  | -    | 73'      |
| 9-10-2020  | Клагенфурт-ам-Вертерзе | Нігерія             | 0 – 1     | Алжир               | товариський матч                         | -    | 87'      |
| 13-10-2020 | Абуджа                 | Нігерія             | 1 – 1     | Туніс               | товариський матч                         | -    |          |
| 13-11-2020 | Бенін-Сіті             | Нігерія             | 4 – 4     | Сьєрра-Леоне        | Відбір до Кубка африканських націй 2021  | -    | 61'      |
| 17-11-2020 | Фрітаун                | Сьєрра-Леоне        | 0 – 0     | Нігерія             | Відбір до Кубка африканських націй 2021  | -    | 84'      |
| 11-1-2022  | Гаруа                  | Нігерія             | 1 – 0     | Єгипет              | Кубок африканських націй 2021 - 1-й етап | -    | 79'      |
| 19-1-2022  | Гаруа                  | Гвінея-Бісау        | 0 – 2     | Нігерія             | Кубок африканських націй 2021 - 1-й етап | -    |          |
| Усього     |                        | Матчів              | 17        |                     | Голів                                    | 0    |          |